# 堀口大學
堀口 大學（ほりぐち だいがく、新字体：堀口 大学、1892年〈明治25年〉1月8日 - 1981年〈昭和56年〉3月15日）は、明治から昭和にかけての日本の詩人・歌人・フランス文学者。訳詩書は300点を超え、日本の近代詩に多大な影響を与えた。雅号は十三日月。葉山町名誉町民。日本芸術院会員、文化功労者、文化勲章受章者。
欧米生活を経て、フランス近代詩の訳詩集『月下の一群』（1925年）を発表し反響を呼んだ。象徴派の詩に知性と官能美を加えた優雅な創作詩でも後進に影響を与えた。作品に『月光とピエロ』（1919年）、『砂の枕』（1926年）など。

## 経歴

### 学生時代
1892年（明治25年）、帝国大学法科大学在学中であった堀口九萬一（のち外交官）の長男として、東京市本郷区森川町（現・東京都文京区本郷或いは西片辺り）に生まれる。父は北越戦争で戦死した長岡藩士堀口良次右衛門の長男で、母・政は村上藩士江坂氏の長女。大學という名は、出生当時に父が大学生だったことと、出生地が帝国大学の近所であったことに由来する。
1894年（明治27年）の日清戦争勃発後、第一回外交官及領事官試験に合格し外交官となった父が領事館補として朝鮮・仁川に単身赴任するにあたり、新潟県古志郡長岡町（現・長岡市）に転居。3歳の時、母が23歳時に結核で病死したため、以後は祖母に育てられる。父は閔妃暗殺事件に連座して非職、予審に付されたため、後事を漢城在任以来の知己である与謝野鉄幹に託した。1898年（明治31年）長岡町立阪之上尋常高等小学校（現・長岡市阪之上小学校）に入学。復職後オランダ在勤となった父の指導により、日本人牧師に就いて英学を始める。日露戦争勃発後の1904年（明治37年）4月（旧制）新潟県立長岡中学校（現・新潟県立長岡高等学校）に入学。この頃から文学に魅かれ、内藤鳴雪の俳句に心酔。同級に松岡譲がいた。
1909年（明治42年）に上京し、好んで谷中墓地を逍遥して短歌を詠み、文芸誌『スバル』を通して明星派短歌に魅了され、十三日月の雅号で詠草が12月号に掲載される。9月に「新詩社」に入った。1910年（明治43年）慶應義塾大学部文学科予科に入学。与謝野鉄幹の推薦もあって永井荷風との知遇を得て『三田文学』に詩歌の発表を始める。同門の佐藤春夫とは終生の友人であった。予科の教師は広瀬哲士（ベルグソンの初期訳者）で、学年末のフランス語成績は「不可」であった。翌年に予科2年に進級するが、父の任地メキシコに赴くため中退した。

### 外遊
東洋汽船会社の香港丸で横浜を出帆し、メキシコの日本公使館に在ること1年。この頃、肺結核を患う。父はベルギー人スチナ・リグールと再婚（堀口スチナ）し妹・岩子と弟・瑞典が生まれた。家庭内の通用語はフランス語で、その習得に専念しつつ、パルナシアン（高踏派）や象徴派の詩・散文を読み進めた。
滞在中の1913年（大正2年）2月、マデロ大統領が謀殺された軍事クーデター「悲劇の十日間」を体験する。同年中にシベリア経由でベルギーに向かい、ランボーをピストルで撃ったヴェルレーヌの事件を担当した裁判官シャルル・リグール家に住み、10月には当時日銀副総裁だった水町袈裟六の斡旋でベルギー国立銀行に日本銀行の委託研究生として勤務し、異例の待遇を受けた。
詩人としては、ヴェルレーヌを始めサンボリスム詩人への傾倒が始まり、詞華集『今日の詩人』でレミ・ド・グールモン（Remy de Gourmont）の詩を読み、「一生を通じての精神上の最大の事件」といえる決定的な影響を受ける。以後も父の赴任に従いなながら、ベルギー、スペイン、スイス、パリ、ブラジル、ルーマニアと、青春期を日本と海外の間を往復して過ごす。スペイン滞在時はマドリード日本公使館で、マリー・ローランサンと交歓しギヨーム・アポリネールを教えられる。スイスでは、トーマス・マン『魔の山』の舞台になったサナトリウムで療養した。
1917年（大正6年）に外交官及領事官試験のために帰国し、日夏耿之介、柳沢健、長谷川潔を知る。第一次論文選考、第二次筆記試験には合格したが口述試験で病弱のため採用されず、外交官への道を断念。翌年に浅野合名会社嘱託通弁となり、永井荷風序文による処女作『昨日の花』を自費出版。リオデジャネイロから『三田文学』『炬火』に寄稿。1919年（大正8年）、最初の詩集『月光とピエロ』（永井荷風序文）、歌集『パンの笛』（与謝野鉄幹、与謝野晶子序文）を刊行。以後、ブラジルのバイーア州、ペルナンブーコ州、リオ、サンパウロ、サントスやアルゼンチン、ウルグアイに滞在、ウルグアイではジュール・シュペルヴィエルを知る。
1923年（大正12年）ルーマニアへ赴く船中でポール・モラン『夜をひらく』を訳し、パリにモラン自身を訪ね翻訳出版の快諾を得た。長谷川潔や鈴木龍二らと再会交流し、藤田嗣治や詩人アンドレ・サルモンらと交友。1925年（大正14年）に帰国した。
以後その仕事は作詩、作歌にとどまらず、評論、エッセイ、随筆、研究、翻訳と多方面に及び、多数の出版を手がけ、生涯に刊行された著訳書は、300点を超える。

### 帰国後の詩作活動

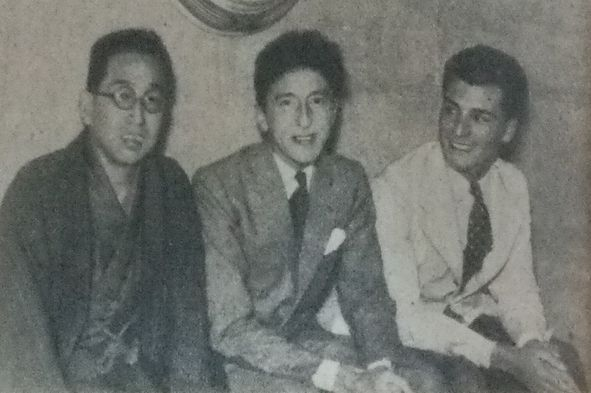
訪日時のコクトー（中央）、左が堀口大學

彼の斬新な訳文は当時の文学青年に多大な影響を与え、特に新感覚派運動の誘因となった。帰国後に文化学院大学部でフランス近代詩を講ずる。以後、ヴェルレエヌの研究評伝を手がけ、戯曲訳にも手を染め、ジャン・コクトーをはじめ、11家13篇を訳す。1928年（昭和3年）日夏耿之介、西條八十との共同編集で詩誌『パンテオン』を創刊。岩佐東一郎、青柳瑞穂、城左門、田中冬二、矢野目源一、熊田精華らの若い詩人が集った。4月に文化学院を辞任。しかし、翌年に日夏耿之介と確執、決別し『パンテオン』が廃刊。自ら後継詩誌『オルフェオン』を第一書房から創刊し、新たに菱山修三が加入、機知感覚の詩風は、シュルレアリスム詩『詩と詩論』と共に詩壇に新風を与えた。
1932年（昭和7年）東京市小石川区（現・文京区の西部）に居を構え、6月に『昼顔』を発行するが発禁処分となる。1935年（昭和10年）に日本ペンクラブ副会長に推される（会長・島崎藤村）、文芸誌『若草』の詩選を担当し、京都の『時世粧』の編纂人となる。1936年（昭和11年）5月にコクトーが来日した際は帝国ホテルに同宿して歌舞伎などを案内した。国家総動員法公布に伴い、日本学者のジョルジュ・ボノーと野尻湖畔のレーキサイドホテルにこもり、仏訳に専心した。しかし、著書が情報局検閲で削除されるなど思想弾圧を受けた。1941年（昭和16年）に静岡県興津に疎開。翌年に師・与謝野晶子が死去し、青山で挽歌十首を捧げた。1945年（昭和20年）に空襲下の静岡を脱出し、新潟県関川村（現：妙高市）に再疎開。秋には父が亡くなり故郷で葬った。1946年（昭和21年）より新潟県高田市（現・上越市）に転居。

### 戦後

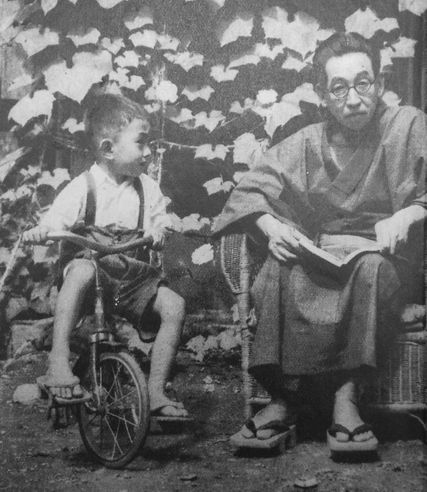
疎開先の高田にて（1948年）

1947年（昭和22年）に詩集五冊を上梓したのを皮切りに著作活動を再開。翌年に東郷豊治と西蒲原郡の旧家を訪ね、良寛の遺墨を観る。1950年（昭和25年）に疎開先から引き揚げ、神奈川県湘南の葉山町に終生在住した。白水社の草野貞之の知遇により、ボードレール『悪の華』を全訳。
1957年（昭和32年）に日本芸術院会員。9月に国際ペン大会会長として来日したアンドレ・シャンソンと会談。1959年（昭和34年）『夕の虹』にて第10回読売文学賞を受賞。日本現代詩人会の「詩祭」で顕彰され、上司海雲と東郷豊治の案内で、秋篠寺、唐招提寺、薬師寺などを参観、日本全国を旅した。室生犀星詩集賞や読売文学賞選考委員となる。
1967年（昭和42年）1月の宮中歌会始（お題は「魚」）では、召人として「深海魚光に遠く住むものはつひにまなこも失ふとあり」と詠んだ。生物学者でもある昭和天皇はたいそう喜んだとされるが、一部には、天皇本人を目の前にしての批判（諌言）であると解する向きもある。4月に勲三等瑞宝章を受章。
1970年（昭和45年）日本詩人クラブ名誉会員。大阪万博「日本の日」に式典歌として作詞した「日本新頌」「富士山点描」を発表し、11月に文化功労者に選定。翌年、日本現代詩人会名誉会員に。1973年（昭和48年）10月に新潟総合テレビ文化賞を受賞。1974年（昭和49年）、友人岩佐東一郎の葬儀に参列、同年秋に勲二等瑞宝章を受勲。1975年（昭和50年）に父の漢詩に和訓を付し、年譜を添え『長城詩沙』（大門出版）を上木し、宿願を果たした。1979年（昭和54年）11月に文化勲章を受章。東大寺落慶法要式典歌作詞のため、奈良へ取材旅行。1981年3月15日、急性肺炎のため葉山町の自宅で死去。享年89。
葉山町森戸神社境内に「人に」、日光市龍王峡に「石」、上越市高田城址公園に「高田に残す」の詩碑が建立されている。

## 人物
- 三島由紀夫も少年期に、大學訳のレイモン・ラディゲ『ドルジェル伯の舞踏会』に多大な影響を受けた一人である[6]。
- 疎開に際し父・九萬一の分も含め蔵書を売却した。その豪華さは荷風『断腸亭日乗』や、中村真一郎の回想エッセー[注釈 3]に記されている。大學自身は「あれを売ったお金で、田舎に隠れて（中略）何もしないで遊んで暮らした」と述べた。

## 著書
- 堀口大學全集 （全9巻＋補巻3＋別巻1）小澤書店[注釈 4] 1981 - 1988年

小澤書店は2000年秋に倒産したが、2001年12月に日本図書センターで復刻された。

### 詩集・歌集
- 月光とピエロ 籾山書店 1919
- 歌集 パンの笛 籾山書店 1919
- 水の面に書きて 籾山書店 1921
- 月夜の園 抒情小曲 玄文社 1922
- 新しき小径 アルス 1922
- 遠き薔薇 新潮社 1923
- 砂の枕　第一書房 1926
- 堀口大學詩集 長谷川潔画 第一書房 1928。限定本
- 歌集 男ごころ 第一書房 1929
- 歌集 涙の念珠 昭森社 1936
- 人間の歌 宝文館 1947
- 詩集乳房 岡本太郎画 ロゴス 1947
- 冬心抄 詩・歌・訳詩 齋藤書店 1947
- 雪国にて 柏書院 1947
- 白い花束 詩と随筆 草原書房 1948
- 夕の虹 昭森社 1957
- 堀口大學全詩集 筑摩書房 1970。限定本
- 月かげの虹 筑摩書房 1971
- 虹の花粉 蕗谷虹児画 大門出版美術出版部 1973
- 遠くかそけく 堀口大學詩集 谷川晃一版画 沖積舎 1976
- 詩集 東天の虹 彌生書房 1976
- 水かがみ 昭和出版 1977
- 詩集 消えがての虹 小澤書店 1978
- 富士山 米寿記念詩集 へっど・あ-と 1979
- 堀口大學詩集 五月書房 1979。和装本

#### 選詩集
- 堀口大學詩集 新潮文庫 1952、吉田精一編
- 堀口大學詩集 旧河出文庫 1956、河盛好蔵編
- 堀口大學詩集 角川文庫 1958、佐藤春夫編
- 堀口大學詩集 彌生書房〈世界の詩〉 1967、那珂太郎編
- 堀口大學詩集 白凰社「青春の詩集 日本篇」1967、新版1975、平田文也編
- 飛花落葉抄 堀口大學詩集 白凰社 1969、松本和男編
- 幻露抄 堀口大學詩集 茗渓堂 1971、松本和男編
- 朱唇紅臉抄 堀口大學詩集 茗渓堂 1973、松本和男編
- 堀口大學詩集 「現代詩文庫1019」思潮社 1980、新書版
- 幸福のパン種 堀口大學詩集 かまくら春秋社 1993、増補版2011、堀口すみれ子編

### 評論・随筆
- ヴェルレエヌ 世界文学大綱 東方出版 1927
- 註と解 仏蘭西現代詩の読み方 第一書房 1932
- 季節と詩心 随筆集 第一書房 1935。講談社文芸文庫 2007（解説長谷川郁夫）
- 山巓の気 生活社 1945
- 詩と詩人 講談社 1948
- ヴェルレエヌ研究 昭森社 1948
- 饗宴にエロスを招いて 昭森社 1960
- 捨菜籠 随筆集 彌生書房 1972
- 秋黄昏 河出書房新社 1980
- 虹消えず 新潮社 1983

### 翻訳
- 水色の目 天佑社 1920　欧州現代大家小説戯曲飜訳集
- サマン選集 アルベール・サマン アルス 1921
- 沙上の足跡 箴言集 ルミ・ド・グルモン 東京堂 1922
- シヤルル・ルヰ・フィリップ短篇集 近代文明社 1923
- 燃え上る青春 アンリ・ド・レニヱー 新潮社 1924  のち新潮文庫
- 夜ひらく ポール・モオラン 新潮社 1924　のち角川文庫
- 夜とざす ポオル・モオラン 新潮社 1925
  - 夜ひらく・夜とざす  ポオル・モオラン　旧新潮文庫 1929
- 科学の奇蹟 キネマ新話 ジユル・ロオメエン 第一書房 1925
- 聖母の曲芸師 現代仏蘭西短篇集 至上社 1925
- レヰスとイレエン ポオル・モオラン 第一書房 1925
- 恋の欧羅巴 ポオル・モオラン 第一書房 1925
- マリヤンヌの気紛れ ミユッセ、タンタヂイルの死、ペレアスとメリザンド メエテルリンク 近代劇全集 第一書房 1927
- 死市 ダヌンチオ 近代劇全集第35巻 第一書房 1928
- 三人女 ポオル・モオラン 第一書房 1928
- 詩人のなぷきん 仏蘭西短篇集 第一書房 1929 / 新編・ちくま文庫 1992
- オルフェ 戯曲 ジヤン・コクトオ 第一書房 1929
- 文学 ポオル・ヴァレリイ詩論 第一書房 1930
  - 文学雑考 ポオル・ヴァレリイ 第一書房 1935 「文学論」角川文庫 復刊1989
- ジヤツク・マリタンへの手紙 ジアン・コクトオ 第一書房 1931
  - わが魂の告白―マリタンへの手紙 人文書院 1952、求龍堂 1973 新版1994
- 詩法 マツクス・ジャコブ 第一書房 1931
- パリュウド アンドレ・ジイド 第一書房 1931　のち角川文庫
- ドルヂェル伯の舞踏会 ラデイゲ 白水社 1931　のち角川文庫、新版・講談社文芸文庫 1996
- 阿片 ジァン・コクトオ 第一書房 1932、のち角川文庫、東京創元社「全集」、求龍堂
- 仇ごころ ヴァルリィ・ラルボオ 青柳瑞穂共訳 第一書房 1932
- 白紙 ジヤン・コクトオ 第一書房 1932、斎藤書店 1946
- 昼顔　ジョゼフ・ケッセル　第一書房　1932（発禁）のち新潮文庫
- 感想私録 ボオドレエル 第一書房 1933、小学館 1946
  - 赤裸の心・覚書 ボオドレエル 創藝社近代文庫 1950
- 一粒の麦もし死なずば 上巻 ジイド 第一書房 1933、のち完訳・新潮文庫ほか
- 彼女には肉体がある ルミイ・ド・グウルモン 裳鳥会 1934
- ドニイズ レイモン・ラデイゲ 日本限定版倶楽部 1934
- 夜間飛行 アントワアヌ・ド・サン テクジュペリ 第一書房 1934  のち三笠書房・新潮文庫
- アンドレ・ワルテルの詩 ジイド 第一書房 1934
- 贋金つくりの日記 ジイド全集 第8巻 金星堂 1934
- 日本詩歌と外国語 テクニツクと翻訳 ジヨルジユ・ボノオ 国際文化振興会 1935
- 南方飛行便 サン・テクジュペリ 第一書房 1935 のち三笠書房・新潮文庫
- シヤベエル大佐 バルザツク全集 河出書房 1935
- 一粒の麦もし死なずば 全訳 アンドレ・ジイド　第一書房 1935　のち新潮文庫
- わが青春記 ジヤン・コクトオ 第一書房 1936
- 闘牛士 アンリ・ド・モンテルラン 第一書房 1936 のち新潮文庫
- マリイ・ロオランサン詩画集 昭森社 1936
- 山と風と太陽と泉 四つの要素 アンドレ・シヤンソン 第一書房 1936
- 新しき糧 アンドレ・ジイド 第一書房 1936  のち新潮文庫
- 僕の初旅世界一周 ジヤン・コクトオ 第一書房 1937
- 嶮しき快癒 ジヤン・ポオラン 伸展社 1937
- 孤児マリイ マルグリット・オオドゥウ 第一書房 1937 のち新潮文庫
- 地上の糧 アンドレ・ジイド 第一書房 1937 のち角川文庫
- 女の学校 付・ロベエル アンドレ・ジイド 第一書房 1937 のち角川文庫
- ソヴェト紀行修正 アンドレ・ジイド 第一書房 1937
- 対話と言葉 グウルモン 第一書房 1938
- 光ほのか マルグリット・オオドゥウ 第一書房 1938 のち新潮文庫
- 田園交響楽・パリュウド アンドレ・ジイド 第一書房 1938 のち創藝社、河出書房
- ノアの方舟 シュペルヴィエル 第一書房 1939
- マリイの仕事場 マルグリット・オオドゥウ 第一書房 1939  のち角川文庫
- 人間の土地 サン・テクジュペリ 第一書房 1939 のち河出書房、新潮文庫
- 娘の嫉妬 フイリップ 新潮社 1939
- 街から風車場へ マルグリット・オオドゥウ 第一書房 1940
- 夢見るブゥルジョア娘 上巻 ドリユウ・ラ・ロッシェル 新潮社 1940　のち文庫
- 未完の告白 アンドレ・ジイド 第一書房 1941
- 現代ブラジル文学代表作選 第一書房 1941
- 強く生きんとて マルセル・アルラン 実業之日本社 1941
- 毛虫の舞踏会 青磁社 1943
- フランスの天才達（正・続）アナトオル・フランス 第一書房 1943-44
- 戦ふ操縦士 サン・テクジュペリ 河出書房 1945
- 架空会見記 アンドレ・ジイド 鎌倉文庫 1946
- 情熱の波 ポール・モーラン 岡倉書房 1946
- セシルの恋 エドモン・ジャルウ 斎藤書店 1947 「セシル夫人の恋」角川文庫
- 十三本目の木 ジイド 斉藤書店 1947
- 無駄奉公 モンテルラン 新潮社 1950
- 善の悪魔 アンリ・ド・モンテルラン 新潮社 1951 のち文庫
- 女性への憐憫 アンリ・ド・モンテルラン 新潮社 1951 のち文庫
- 幸福の後にくるもの 全4巻 ケッセル 新潮社 1951-52  のち文庫
- 芸術論 ジャン・コクトオ 佐藤朔共訳 人文書院 1952
- 花のノートルダム ジャン・ジュネ 新潮社 1953 のち文庫、全集
- ビュビュ・ド・モンパルナス シャルル・ルイ・フィリップ 新潮文庫 1954
- 誘惑者（上下） ジャン・マリー・カプラン 人文書院 1954-55
- 青い麦 コレット 新潮社 1954　のち文庫
- 沙漠のバラの恋物語 モンテルラン 新潮社 1955
- 恋路 ケッセル 新潮社 1955
- 薔薇の奇蹟 ジヤン・ジュネ 新潮社 1956、のち文庫、全集
- ミツの初恋 娘達はどうして女になるか コレツト 角川小説新書 1956
- 黄色い部屋の秘密 ガストン・ルルウ 新潮社 1956　のち文庫
- モンパルナスの夜 ジョルジュ・シムノン 新潮社 1956 (探偵小説文庫)
- カルメン メリメ 新潮文庫 1956、のち改版
- オデットの男友だち サン・ローラン 新潮社 1956 (愛の小説叢書)
- 見るもの食うもの愛するもの へそまがりのフランス探訪 ピエール・ダニノス 新潮社 1958
- 1/4秒に生きる男 ポール・モーラン 講談社 1958
- 813 ルパン傑作集 第1 モーリス・ルブラン 新潮文庫 1959
- 続813　ルパン傑作集 第2 ルブラン 新潮文庫 1959
- 奇岩城 ルパン傑作集 第3 ルブラン 新潮文庫 1959
- 或る男の首 ジョルジ・シムノン 新潮文庫 1959
- 思考の表裏 ポォル・ウァレリイ、アンドレ・ブルトン、ポォル・エリュアル 昭森社 1959
- 強盗紳士 ルパン傑作集 第4 ルブラン 新潮文庫 1960
- ルパン対ホームズ  ルパン傑作集 第5 ルブラン 新潮文庫 1960
- 水晶栓 ルパン傑作集 第6 ルブラン 新潮文庫 1960
- バーネット探偵社  ルパン傑作集 第7 ルブラン 新潮文庫 1960
- 青い鳥 メーテルリンク 新潮文庫 1960
- 八点鐘 ルパン傑作集 第8 ルブラン 新潮文庫 1961
- ルパンの告白 ルパン傑作集 第9 ルブラン 新潮文庫 1961
- 棺桶島 ルパン傑作集 第10 ルブラン 新潮文庫 1964
- ドン・キホーテ セルバンテス 新潮社 1965 /〈世界文学全集6〉講談社 1976
- タマンゴ・エトリュスクの壷　メリメ 新潮文庫 1966、「カルメン」と合本改版 1972、改版2006
- 宿なしジャンの歌 一より九まで イヴァン・ゴル プレス・ビブリオマーヌ 1967。限定本
- エッフェル塔の花嫁花婿 コクトー 求龍堂 1979
- 乳房新抄 ラモン短篇30 ラモン・ゴメス・デ・ラ・セルナ（フランス語版）　プレス・ビブリオマーヌ 1970、新編1980。限定本
- 堀口大學訳 短篇物語　全3冊 書肆山田 1989、横田稔装画
- シュペルヴィエル抄　小澤書店 1992。新編

#### 訳詩集
- 昨日の花 仏蘭西近代詩 籾山書店 1918
- 月下の一群 第一書房 1925、新編1928、白水社 1952。初版復刻・日本近代文学館ほか
文庫判：新潮文庫 1955、講談社文芸文庫 1996、岩波文庫 2013
- 動物詩集 又の名・オルフエさまのお供の衆 ギイヨオム・アポリネエル 第一書房 1925
- 空しき花束 訳詩集 第一書房 1926
- ヴエルレエヌ詩抄 第一書房 1927、のち「ヴェルレエヌ詩集」新潮文庫 ほか
- アポリネエル詩抄 第一書房 1928、のち「アポリネール詩集」新潮文庫
- グウルモン詩抄 第一書房 1928、のち「グウルモン詩集」新潮文庫、彌生書房
- ジャン・コクトオ詩抄 第一書房 1929、のち「コクトー詩集」新潮文庫 ほか
- 青白赤 訳詩集 第一書房 1930
- キユピドの箙 抒情訳詩集 太白社 1930
- ポオルフオル詩抄 第一書房 1934
- 酔ひどれ船 アルチュウル・ラムボオ 日本限定版倶楽部 1934、「ランボー詩集」新潮文庫 ほか
- シュペルヴィエル詩抄 版画荘 1936、のち「シュペルヴィエル詩集」新潮文庫、彌生書房
- 馬来乙女の歌へる イヴァン・ゴル（フランス語版） 版画荘 1937、昭森社 1955、プレス・ビブリオマーヌ 1967。各・限定版
- 果樹園 ライナア・マリア・リルケ 青磁社 1942 のち角川文庫
- 檳榔樹 訳詩集 青磁社　1943
- 悪の華詩抄 シャルル・ボオドレェル 操書房 1947
  - 悪の華 ボードレール 白水社 1951 のち新潮文庫、改版2002
- ボオドレエル詩集 講談社 1949 のち新潮文庫
- ランボオ詩集 新潮社 1949
- フランス詩集 創藝社近代文庫 1951
- ジャム詩集 新潮文庫 1951
- コクトオ詩集 アンリ・パリソ編 創元社 1951
- 訳詩集 海軟風 新潮社 1954
- 詩集幽明抄 コクトー 昭森社 1968。限定本
- 鴛鴦集 イヴァン・ゴル/クレール・ゴル 詩抄 白凰社 1969。
- 恋愛 箴言集 ポール・レオトー　プレス・ビブリオマーヌ 1971
- アポリネール遺稿詩篇 昭森社 1972
- デスノス詩集 彌生書房 1978。限定版も刊
- 堀口大學訳詩集 「現代詩文庫1020」思潮社 1980、新書版

## 回想・伝記
- 『想い出の堀口大學　別冊かまくら春秋』（かまくら春秋社、1987年）。多数の関係者による回想
- 堀口すみれ子[注釈 5]『虹の館　父・堀口大學の想い出』（かまくら春秋社、1987年、再版1992年）
  - 『父の形見草　堀口大學と私』（文化出版局、1991年） 写真多数
- 関容子 『日本の鶯　堀口大學聞書き』（角川書店、1980年→講談社文庫、1984年→岩波現代文庫、2010年）
- 松本和男 『詩人堀口大學』（白凰社、1996年）
- 工藤美代子 『黄昏の詩人　堀口大學とその父のこと』（マガジンハウス、2001年）
- 長谷川郁夫 『堀口大學　詩は一生の長い道』（河出書房新社、2009年）
晩年の担当者で、回想を交え前半生を描く大著の伝記。21世紀初頭から『季刊 三田文學』に断続的に連載。
- 佐藤正二『詩人堀口大學のライフ・ストーリー』新潟日報事業出版、2020年。ISBN 978-4861327520
- 大村梓『異国情緒としての堀口大學』青弓社、2023年。研究